# The Soundhouse Tapes
The Soundhouse Tapes е EP на британската хевиметъл група Iron Maiden. Това са първите студийни записи на групата и включват три парчета от демо записа Spaceward. Същите парчета („Prowler“, „Invasion“ и „Iron Maiden“) са включени в по-„лек“ вариант и в първия дългосвирещ албум на групата „Iron Maiden“ (1980}. Четвъртата песен от демото – „Strange World“ – също е включена в албума (тя не е включена в The Soundhouse Tapes, понеже групата не е доволна от качеството на записа).
The Soundhouse Tapes е голям успех за групата – продадени са 5000 копия чрез поръчки по пощата. Няколко пъти са издавани пиратски версии на записа, а официално той е преиздаден от групата и включен в „Best of the Beast“.
Името The Soundhouse Tapes е взето от едноименния клуб в Кингсбъри, където групата е свирила редовно.
Това е единственият запис, в който групата е в четиричленен състав (Дейв Мъри е единственият китарист) и логично The Soundhouse Tapes е доста по-„беден“ като звучене, в сравнение с останалите албуми, където китаристите са двама или трима.

## Състав
- Пол Ди'ано – вокал
- Дейв Мъри – китара
- Стив Харис – бас
- Дог Сампсън – барабани